# アリス×クロスラジオ カードの国のアリス
アリス×クロスラジオ カードの国のアリスは、HiBiKi Radio Stationで毎週金曜に配信された、声優・俳優の堀江一眞と声優の鈴木裕斗がパーソナリティを務めるインターネットラジオ番組である。

## 概要
乙女向けのトレーディングカードゲーム『アリス×クロス』について語る番組。

## 出演者
パーソナリティ
- 堀江一眞
- 鈴木裕斗

ゲスト
- 2009年6月19日：杉田智和（『緋色の欠片』鬼崎拓磨 役）
- 2009年7月3日：緑川光

## 番組コーナー
- 2人で対決☆LovePointアップバトル！
- 鈴木裕斗の胸キュンリストランテ
- 堀江一眞の恋愛カウンセリングルーム
- アリス×クロス　クゥ&丞ミニドラマ
- 普通のお便りコーナー